# حادث الكنيسة البطرسية

شِعار وضعته جوجل على صفحتها الرئيسية تضامناً مع أحداث تفجير الكاتدرائية

تفجير كاتدرائية القديس مرقس بالقاهرة وقع يوم الأحد 11 ديسمبر 2016، قُتل على إثره 29 شخصاً وأصيب 31 آخرون في الكاتدرائية المرقسية في العباسية بمدينة القاهرة، بسبب عبوة ناسفة تزن 12 كيلوغراما. تعتبر هذه هي المرة الأولى التي يتم فيها تفجير هذه الكنيسة. تبنى تنظيم الدولة الإسلامية (داعش) مسؤوليته عن التفجير، وقال التنظيم أن التفجير تم بحزام ناسف ارتداه أبو عبد الله المصري.
منفذ العملية شاب مصري يدعى محمود شفيق محمد مصطفى ويكنى بـ «أبي دجانة الكناني» يبلغ من العمر 22 سنة.

## ردود الأفعال

### المحلية
أعرب الرئيس المصري عبد الفتاح السيسي خلال اتصال هاتفي عن خالص العزاء والمواساة لقداسة البابا تواضروس الثاني، بابا الإسكندرية وبطريرك الكرازة القبطية.
أعلنت أسرة الرئيس المصري المعزول محمد مرسي، رفضها للـ«التفجير الآثم» الذي أوقع قتلى ومصابين في كنيسة ملاصقة للمقر الرئيسي لكاتدرائية الأقباط في القاهرة. كما أدان التفجير كل من جماعة الإخوان المسلمون وحركة شباب 6 أبريل. فيما طالب حزبيون بإقالة وزير الداخلية مجدي عبد الغفار لما وصفوه بالتقصير الأمني.

### الدولية
- السعودية: أعرب مصدر مسؤول بوزارة الخارجية السعودية عن إدانة المملكة وبأشد العبارات التفجير الإرهابي الذي وقع بالكنيسة البطرسية الملاصقة للكاتدرائية المرقسية بمنطقة العباسية في القاهرة، وأسفر عن سقوط عشرات القتلى والجرحى.[13]
- الكويت: أعربت دولة الكويت عن إدانتها واستنكارها الشديدين لحادث التفجير الإرهابي الذي إستهدف الكنيسة البطرسية الملاصقة للكاتدرائية المرقسية في العباسية وأدى إلى مقتل وجرح العشرات.[14]
- الإمارات العربية المتحدة: أدان وزير الخارجية والتعاون الدولي الإماراتي الشيخ عبد الله بن زايد آل نهيان، التفجير الإرهابي الذي استهدف، الكنيسة البطرسية في حي العباسية وأسفر عن سقوط العديد من القتلى والجرحى.[15]
- قطر: أدانت قطر بشدة، التفجير الذي استهدف الكنيسة البُطرسية بحي العباسية، وأسفر عن مقتل وإصابة أكثر من 50 شخصًا.[16]
- البحرين: أدانت مملكة البحرين، التفجير الإرهابي الذي استهدف الكنيسة البطرسية الملحقة بالكاتدرائية بمنطقة العباسية، وأودى بحياة عدد من الأشخاص وإصابة آخرين.[17]
- الأردن: أدانت الحكومة الأردنية ممثلة في وزير الدولة لشؤون الإعلام محمد المومني التفجير الإرهابي الذي وقع في الكنيسة البطرسية بالعباسية في القاهرة وأسفر عن سقوط قتلى وجرحى وعبر المتحدث باسم الحكومة عن وقوف الأردن إلى جانب مصر في حربها على الإرهاب.[18]
- لبنان: قدم الرئيس اللبناني العماد ميشال عون، تعازيه للرئيس المصري عبد الفتاح السيسي، في سقوط ضحايا نتيجة جريمة التفجير التي استهدفت كنيسة قبطية في منطقة العباسية بالعاصمة القاهرة.[19]
- تونس: عبرت تونس عن استيائها الشديد وإدانتها المطلقة لعملية التفجير الإرهابية الغادرة التي جدت في محيط الكنيسة المرقسية في منطقة العباسية بالعاصمة المصرية، القاهرة.[20]
- المغرب: أدان المغرب في بيان لوزارة الشؤون الخارجية والتعاون العمل الإرهابي الآثم الذي يتنافى مع جميع الشرائع السماوية والقيم الإنسانية والأخلاقية.
- الجزائر:ادان عبد الوهاب نوري وزير السياحة الجزائر الحادث الغاشم الذي وقع بمحيط الكاتدرائية والذي اسفر عن مقتل العشرات من أبناء الشعب المصرى .[21]
- السلطة الوطنية الفلسطينية: أدان الرَئيس الفلسطيني محمود عباس التفجير الإرهابي، وأكد على وقوف شعب فلسطين وقيادته إلى جانب مصر الشقيقة.[22]
- العراق: دانت وزارة الخارجية العراقية وبأشد العبارات الهجوم الإرهابي المجرم الذي استهدف المصلين الأبرياء في الكاتدرائية المرقسية بمنطقة العباسية في القاهرة.[23]
- إيران: أدان المتحدث باسم وزارة الخارجية الإيرانية بهرام قاسمي، التفجير الإرهابي الذي استهدف الكنيسة البطرسية الملحقة بالكاتدرائية المرقسية بالعباسية، وأسفر عن سقوط عشرات القتلى والجرحى.[24]
- الولايات المتحدة: أكدت الولايات المتحدة الأمريكية وقوفها مع مصر في مواجهة كافة الأعمال الإرهابية ودعمها لمستقبل يشمل الاستقرار والأمن والازدهار لكل المصريين.[25]
- المملكة المتحدة: عبر السفير البريطاني بالقاهرة جون كاسن، عن تضامنه مع المصريين بعد الإرهابي على الكنيسة البطرسية بالعباسية، والهجمات التي وقعت ضد الشرطة في الجيزة وكفر الشيخ.[26]
- إسرائيل: طالب رئيس الوزراء الإسرائيلي بنيامين نتنياهو، مصر بمحاربة الإرهاب معًا، بعد انفجار بكنيسة البطرسية بجوار الكاتدرائية المرقسية بالقاهرة وراح ضحيتها 24 من الأبرياء.[27]

### منظمات دولية
الجامعة العربية: دان الأمين العام لجامعة الدول العربية أحمد أبو الغيط التفجير الإرهابي الذي وقع في الكنسية البطرسية بالقاهرة.
تنظيمات:
حركة حماس: أدانت حركة حماس التفجيرات التي وقعت في مصر، وبينت رفضها لكل الهجمات والاعتداءات ضد المدنيين ودور العبادة.